# تحت الظل (فلم)
تحت الظل (بالإنجليزية: Under the Shadow) هو فيلم رعب باللغة الفارسية عرض عالميا في عام 2016 وكتبه وأخرجه باباك أنفاري الإيراني المولد في تجربته الإخراجية الأولى. تدور قصة الفيلم حول أم وابنتها اللتين يطاردهما شر غامض في ثمانينيات القرن العشرين في طهران خلال حرب المدن. الفيلم من بطولة نرجس رشيدي وأفين مانشادي وبوبي ناديري وراي هاراتيان وأراش ماراندي.
يعد الفيلم من إنتاج شركة أفلام ويغوام للأفلام البريطانية وهو إنتاج دولي مشترك بين قطر والأردن والمملكة المتحدة. عرض الفيلم لأول مرة في مهرجان صاندانس السينمائي لعام 2016 وحصلت خدمة البث نتفليكس على حقوق عرضه في الولايات المتحدة. تم اختياره لتمثيل بريطانيا لجائزة الأوسكار لأفضل فيلم بلغة أجنبية في حفل توزيع جوائز الأوسكار التاسع والثمانون ولكن لم يتم ترشيحه.

## القصة
وسط رعب طهران بعد الحرب التي مزقتها في الثمانينيات تمنع طالبة الطب السابقة شيده من استئناف دراستها بسبب مشاركتها مع المجموعات اليسارية الطلابية. عند عودتها إلى ديارها تتخلص من معظم كتبها الطبية القديمة ولكنها تحتفظ بكتاب علم وظائف الأعضاء الطبي الذي قدمته لها أمها المتوفى. أصرت شيده على البقاء في المدينة مع ابنتها دورسا على الرغم من احتجاجات زوجها الطبيب إيراج الذي استدعاه الجيش للمشاركة في منطقة قتال عنيف. يريد إيراج من شيده البقاء مع والديه في منطقة أكثر أمانا من البلاد ولكن شيده ترفض. دورسا تشعر بالضيق لرؤية والدها يذهب وإيراج يعدها بأن دميتها المفضلة كيميا ستحميها.
ينتقل صبي جديد للسكن في حي عائلة الإبراهيمي الذين هم أبناء عمومته وقد قتل والداه في هجوم. خلال القصف يهمس بشيئ في أذن دورسا ويحرك يديه لدرء الأرواح الشريرة. تقول دورسا لشيده أن الصبي أخبرها عن أسطورة الجن وأن السحر يحميها على الرغم من أن شيده تلقيه بعيدا. تزور شيده السيدة الإبراهيمي التي تبلغها أن الصبي أبكم منذ وفاة والديه. تصاب دورسا بالحمى وتراودها الكثير من الكوابيس وتطارد شيده أيضا الكوابيس.
خلال قصف آخر يضرب صاروخ المبنى وجار في الطابق العلوي يموت من نوبة قلبية. تفقد كيميا أثناء الضجة وتصر دورسا أن شخص أخذها. سلوكها يصبح أيضا أكثر وغير منتظمة فهي تصر على وجود غريب في المنزل وتحاول مرارا الوصول إلى الطابق العلوي معتقدة أن كيميا هناك. ابنة الجار المتوفى تزور شيده وتدعي أن والدها لم يتأثر بأثر الصاروخ لكنها وجدته مرهقا وكأنه رأى شبحا.
يبدأ الجيران تدريجيا في المغادرة للهروب من القتال. تحذر السيدة الإبراهيمي شيده من أن الجن قد يتملك البشر وسوف يسرقون أشياء تخص شخص محبوب من ضحاياهم. يرحل أفراد عائلة الإبراهيمي أيضا لتبقى دورسا وشيده الساكنتان الوحيدتان في المبنى. تزداد كوابيس شيده سوءا وتبدأ عناصرها الخاصة في الاختفاء. كوابيسها تتصاعد لترى شادور يطير مثل الشبح. دورسا تعترف برؤية نفس المظاهر ولكن تدعي أن امرأة شبحية في الشادور تريد مساعدتها في العثور على كيميا. ترغب شيده أخيرا في الذهاب إلى والدي زوجها ولكن دورسا ترفض المغادرة حتى يتم العثور على كيميا. شيده تتلقى مكالمة على ما يبدو من إيراج ولكن المتصل يبدأ في توبيخها لكونها أم فقيرة كما فعل الجن. شيده تجد كيميا مشوهة مما يزعج دورسا. شيده تصلح كيميا بشريط ولكن عندما تهمان بالمغادرة تنطلق صفارات الإنذار معلنة عن غارة جوية أخرى.
شيده تعد دورسا أنهما ستهربان ولكن بينما هما ذاهبتان إلى الملجأ تسمع صرخات دورسا. شيده مذعورة وتعتقد أن دورسا تركت مع ظهور آخر وتعود للبحث عن دورسا. ترى على ما يبدو أن دورسا تحت سريرها ولكن عند محاولة إنقاذها تكتشف وهي مرعوبة أنها شبح. عندما هربت إلى الملجأ وجدت دورسا الحقيقية. هوجمت الاثنتان من قبل شبح الشادور لتفصلهما ولكن تستطيع شيده العثور على دورسا. تحث دورسا على صعود السلالم ولكنها محاصرة عندما تبدأ الأرض في امتصاصها. دورسا تنقذ شيده والاثنتين تهربان إلى السيارة وتتجه شيده إلى منزل والدي إيراج. ومع ذلك تم الاكتشاف بأن رأس كيميا مفصول وترك خلفهم وكتب شيده الطبية لا تزال في حيازة الجن مما يعني أنها قد لا تزال تتعرض للمضايقات.

## البطولة
- نرجس الرشيدي في دور شيده
- آوين منشادي في دور دورسا
- بوبي نادري في دور إيراج
- ري هراتيان في دور السيد الإبراهيمي
- آرش مرندي في دور دكتور رضا
- بيجن دانشمند في دور مديرا
- آرام قاسمي في دور السيدة إبراهيمي
- سوسن فرخ نيا في دور السيدة فاكور
- بهي جنتي عطائي في دور بارغول
- حميدرضا جاودان في دور السيد فاكور
- نبيل كوني في دور السيد بيجارى
- كرم رشايدة في دور مهدي
- زينب زاماميري في دور سوغاند
- خالد الزامري في دور علي
- عادل دراجه في دور رجل بوعاء
- جلال عزت في دور مركب الزجاج
- سهيلة أرماني في السجانة
- أمير حسين رنجبر في دور جندي شاب
- هوشنك رنجبر في دور ضابط شرطة كبير

أيضا شارك في الفيلم إيهاب روسان ورامي مهيار كحراس ثوريين وأحمد مهيار وأبو راشد كمساعدين طبيين وزيد جاد ومعتصم يونس في دور رجال الإطفاء.

## العرض
كان العرض الأول للفيلم في يناير 2016 في مهرجان سوندانس السينمائي. تم الحصول على حقوق الفيلم في وقت لاحق من خلال خدمة بث نتفليكس. الترفيه الرأسي وإكس واي زد للأفلام ساعدتا في عرضه في عدد محدود من قاعات السينما في الولايات المتحدة بدءا من 7 أكتوبر.

## الانتقاد
بناء على 67 تقييم فإن الفيلم حصد نسبة 99٪ كمعتمد طازج وتصنيف متوسط بدرجة 8.1 / 10 على موقع الطماطم الفاسدة حيث ذكر النقاد أن «تحت الظل يمزج ببراعة الأنواع التي تبدو متباينة لتقديم مبرد فعال مع موضوعات في الوقت المناسب ونصوص اجتماعية مثيرة للتفكير». الفيلم حصل على نسبة 86/100 على ميتاكريتيك مشيرا إلى «شهرة عالمية». أشاد إنديوير بتدويره في روايات الرعب وأثنت مجلة هوليوود ريبورتر على أداء نرجس الرشيدي وتوجيه أنفاري.
في 9 يوليو 2016 حصل الفيلم على جائزة هانز رودولف جيجر لأفضل فيلم في مهرجان نيوشاتيل الدولي للفيلم الرائع.
في ديسمبر 2016 الناقد السينمائي مارك كرمود قال أن تحت الظل أفضل فيلم في عام 2016.